# سان ماسيمو
سان ماسيمو (بالإيطالية: San Massimo)‏ هي كومونا في مقاطعة كمبباسة في منطقة مليزة الإيطالية، وتقع على بعد 25 كيلومترًا (16 ميلًا) جنوب غرب كمبباسة.